# Chasmocarcinops gelasimoides
Chasmocarcinops gelasimoides is een krabbensoort uit de familie van de Chasmocarcinidae. De wetenschappelijke naam van de soort is voor het eerst geldig gepubliceerd in 1900 door Alcock.